# Ochotnicza Turkiestańska Brygada Robocza i Uzupełnieniowa
Ochotnicza Turkiestańska Brygada Robocza i Uzupełnieniowa (niem. Freiwillige (Turkest.) Arbeits und Ersatz Brigade), zwana też Brygadą Bollera – ochotnicza formacja pomocnicza w służbie niemieckiej złożona z byłych jeńców wojennych z Armii Czerwonej z obszaru Azji Środkowej podczas II wojny światowej.
Brygada powstała 1 lutego 1944 w Radomiu w Generalnym Gubernatorstwie jako Kolonnenführungs- und Turkvölkischer und Kaukasischer Arbeits und Ersatzstab. Na jej czele stanął Oberst Boller. Składała się z czterech turkiestańskich batalionów roboczych (trzy sformowane jeszcze w lutym, zaś czwarty w listopadzie 1943), Turkvölk-u.Kauk.Ausb.-u.Ers.Btl. i z.b.V. Kompanie. Liczyła prawdopodobnie ok. 20 tys. ludzi. Jako dowódcy kompanii służyli byli jeńcy (z niemieckimi podoficerami jako doradcami), ale na czele batalionów stali już Niemcy. 20 lipca 1944 przeorganizowano ją w Freiwillige (Turk.) Arbeits und Ersatz Brigade.
25 września tego roku pod naporem nacierającej Armii Czerwonej jednostka wycofała się do Częstochowy. Jej pododdziały zostały tam użyte do budowy umocnionych pozycji A-1 i A-2 w ramach linii obronnej na obszarze centralnej Polski. Do końca stycznia 1945 liczebność Brygady, przebywającej nadal na obszarze okupowanej Polski, spadła do ok. 6 tys. ludzi.
Po rozpoczęciu styczniowej ofensywy Armii Czerwonej przeszła na terytorium Niemiec, gdzie jej resztki skapitulowały na początku maja 1945.